# Iwan Spekenbrink
Iwan Spekenbrink, né le 15 février 1976, est un dirigeant d'équipe cycliste néerlandais, manager de l'équipe Sunweb.

## Biographie
Durant sa jeunesse aux Pays-Bas, Iwan Spekenbrink pratique le cyclisme jusqu'en catégorie junior, développant ainsi une passion qui influencera sa carrière de dirigeant.
Durant les années 2000, il dirige une société de marketing/management. Il vend ses services à l'équipe BankGiroLoterij, dirigée par Arend Scheppink. Il intègre l'encadrement de cette équipe, devenue Skil-Shimano, et Scheppink  en fait son successeur en 2008,,. Sous sa direction, l'équipe, qui change plusieurs fois de nom (Skil-Shimano jusqu'en 2011, Argos-Shimano en 2012 et 2013, Giant-Shimano en 2014, Giant-Alpecin en 2015 et 2016, Sunweb depuis 2017), grandit et devient une équipe World Tour en 2013. Elle remporte notamment Milan-San Remo et Paris-Roubaix en 2015 grâce à John Degenkolb, et le Tour d'Italie 2017 avec Tom Dumoulin.
Elu président de l'Association internationale des groupes cyclistes professionnels (AIGCP) en 2015, il est réélu en mars 2017,. Il représente cette organisation au sein du Conseil du cyclisme professionnel de l'Union cycliste internationale.